# Franz Hugo Rieß von Scheurnschloß
Georg Franz Hugo Rieß (vor der Nobilitierung meist Ries), ab 1832 Rieß von Scheurnschloß (* 19. Juli 1781 in Marburg; † 20. Juni 1857 in Kassel) war ein kurhessischer Minister.

## Abstammung
Sein Vater, Franz Benjamin Ries (seltener auch Rieß; * 7. Juni 1750 in Kassel, † 2. Dezember 1823 in Marburg) war Direktor der hessen-kasselischen Regierung in Marburg. Seine Mutter Margarethe Viktoria von Gehren (1753–1831) war die Tochter des Marburger Regierungssekretärs Reinhold Reinhard von Gehren (1714–1797) und dessen Ehefrau Maria Margarethe Victoria Kirchmeier. Das Grabmal der Eltern Ries befindet sich auf dem Alten Friedhof am Barfüßer Tor in Marburg. Seines Vaters Schwester Johanna (27. Okt 1743–28. Aug 1818) war die Mutter seines Vetters, des preußischen Staatsmanns Friedrich von Motz.

## Laufbahn
Franz Hugo Rieß studierte von 1797 bis 1800 Rechtswissenschaften an der Universität Marburg. Er wurde danach zunächst Assessor bei der Regierung in Marburg und dann in Hanau. 1814 wurde er Regierungsrat, zugleich auch Direktor der Polizeidirektion in Hanau, 1821 Vortragender Ministerialrat im kurhessischen Justiz-, ab 1826 im Innenministerium. Im Januar 1831 wurde er zum Provinzialvorstand der Provinz Hanau ernannt, ein Amt, das er aber nur vom 4. bis 18. Januar 1831 innehatte, um dann zum Innenminister des Kurfürstentums mit dem Titel „Geheimrat“, ernannt zu werden. Er blieb Innenminister bis zu seiner Ablösung durch Karl Michael Eggena im Januar 1832. Ab 1832 war er kurhessischer Gesandter beim Deutschen Bundestag in Frankfurt am Main, zugleich Gesandter in Darmstadt und Stuttgart. 1846 übernahm er zusätzlich die Gesandtschaften in Den Haag und in Brüssel, 1847 bei der Freien Stadt Frankfurt. Er wurde im April 1848 in den Ruhestand versetzt und ging zurück nach Kassel.

## Familie
Rieß heiratete 1814 Louise Sophie (1789–1841), Tochter des Geheimen Regierungsrat Carl Albrecht Wilhelm von Auer.

## Ehrungen
Am 6. Juni 1832 wurde Franz Hugo Rieß unter Namensmehrung durch von Scheurnschloß – dem Namen eines im hessischen Hachborn ansässigen, 1593 im Mannesstamm ausgestorbenen Adelsgeschlechts – in den kurhessischen Adelsstand erhoben.